# تل بكراوا
تل بكراوا (بالكردية: گردی به‌کراوا) هي مستوطنة أثرية بنيت على تل، تقع بالقرب من حلبجة في سهل شهرزور في كوردستان العراق.
ارتفاع الموقع 40 متراً ويتكون من تل مركزي بطول 277 مترًا وعرض 216 متر. تحيط به مدينة منخفضة تبلغ مساحتها 480 ألف متراً مربعاً.

## التنقيب
فحص العالم إفرايم سبايسر الموقع لأول مرة في عام 1927. أجرى علماء المديرية العامة للآثار في العراق الحفريات اللاحقة في عامي 1960 و1961. وعُثر على ثلاثة أقراص مسمارية صغيرة. في خندق حفره جورج مارتن قبل 40 عامًا. وفي عام 2009 مُسح الموقع تحضيراً للحفريات الجديدة عام 2010، والتي تبعتها عمليات تنقيب لاحقة في 2011 و 2013 و 2014. من قبل فريق من جامعة هايدلبرغ.

## تاريخ الموقع
يُعتقد أن أول استخدام لهذه المنطقة يعود الى فترة الحضارة اللولوبية. ويمكن تقسيم تاريخها الى العصور التالية:

### العصر البرونزي
تعود أقدم الطبقات المحفورة إلى الألفية الثالثة قبل الميلاد والتي تعاصر فترة جمدت نصر وعصر فجر السلالات. بالإضافة لمعبد صغير يعود إلى العصر الأكادي. اكتشفت منازل ومقابر كثيرة تعود الى الألفية الثانية قبل الميلاد. وتشير الحفريات الى أن استخدام الموقع استمر حتى أواخر العصر البرونزي. حيث أظهرت البقايا المكتشفة روابط مشتركة مع ثقافتي الحوريين والكاسيتين.

### العصر الحديدي
استخدمت الإمبراطورية الآشورية الحديثة والإمبراطورية الأخمينية الموقع في العصر الحديدي. ومن المحتمل أن يكون الساسانيون قد استخدموا الموقع أيضاً، ولكن لم يُثبت ذلك. استخدم الموقع أيضاً في الفترة الإسلامية من العصر العباسي إلى العصر العثماني. ولايزال مسكوناً إلى الآن.

### الاقتصاد
في عصر فجر السلالات، كان الاقتصاد بدويًا وقائمًا على الأغنام والماعز بنسبة (74.1٪)، والتي تُدجّن بشكل أساسي من أجل اللحوم والفراء. كما كانت هناك بقايا من الماشية ونادرًا ما وجدت بقايا خيول.
في الفترة الأكادية، تحول السكان من بدو إلى رعاة أكثر استقرارًا، حيث أعتمدوا على أنواع أُخرى من الحيوانات مثل تربية الخنازير والدواجن وكذلك صيد الحيوانات البرية.

## التغيرات الأخيرة
نُقب للمرة الأخيرة في التلة والمناطق المحيطة بها في عام 2014. حيث كشفت زيارة حديثة للموقع عن عمليات حفر لا حصر لها مما يشير لتعرضه لعمليات نهب منظمة.

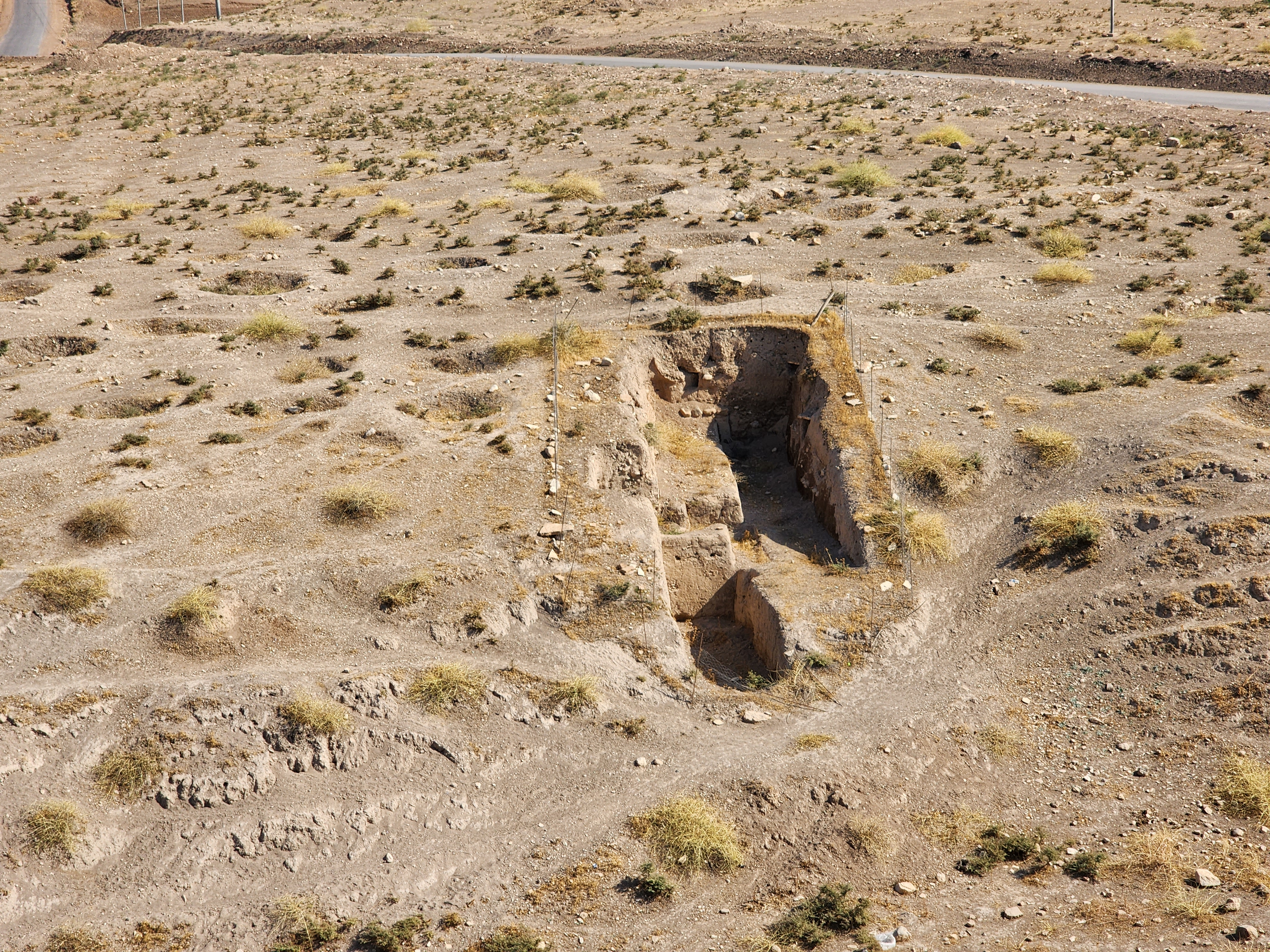
صورة تظهر عمليات النهب في 4 نوفمبر 2022
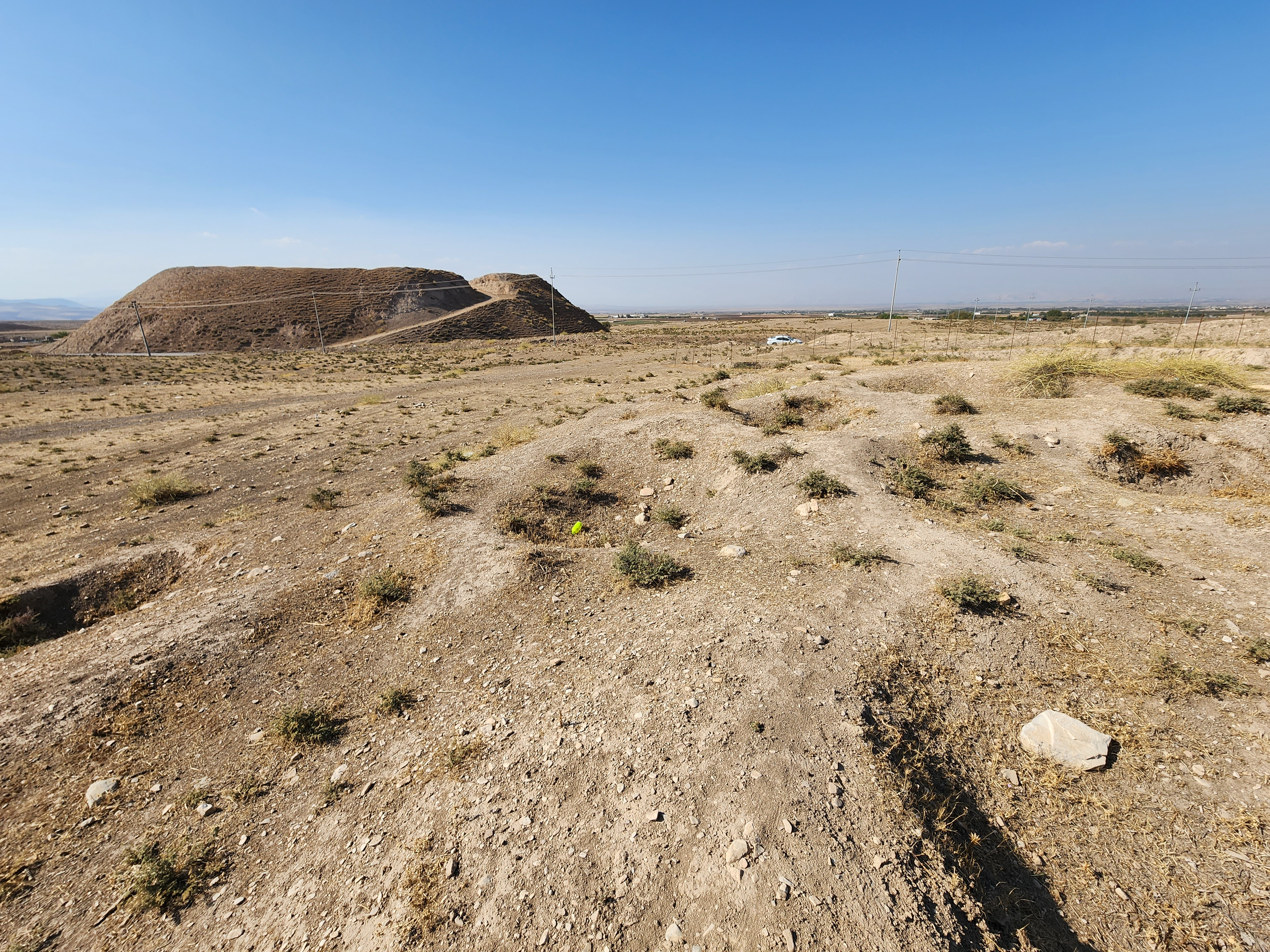
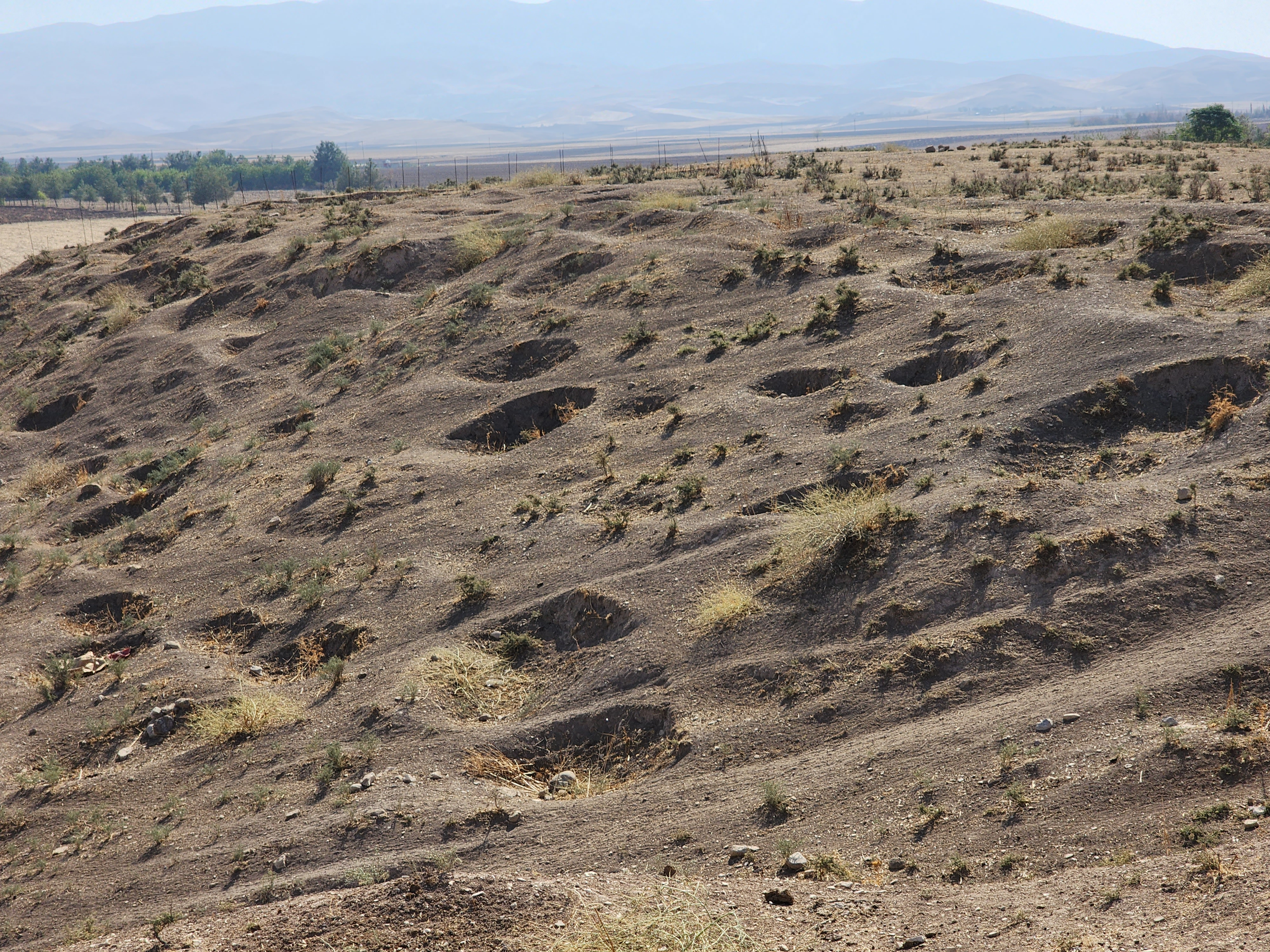
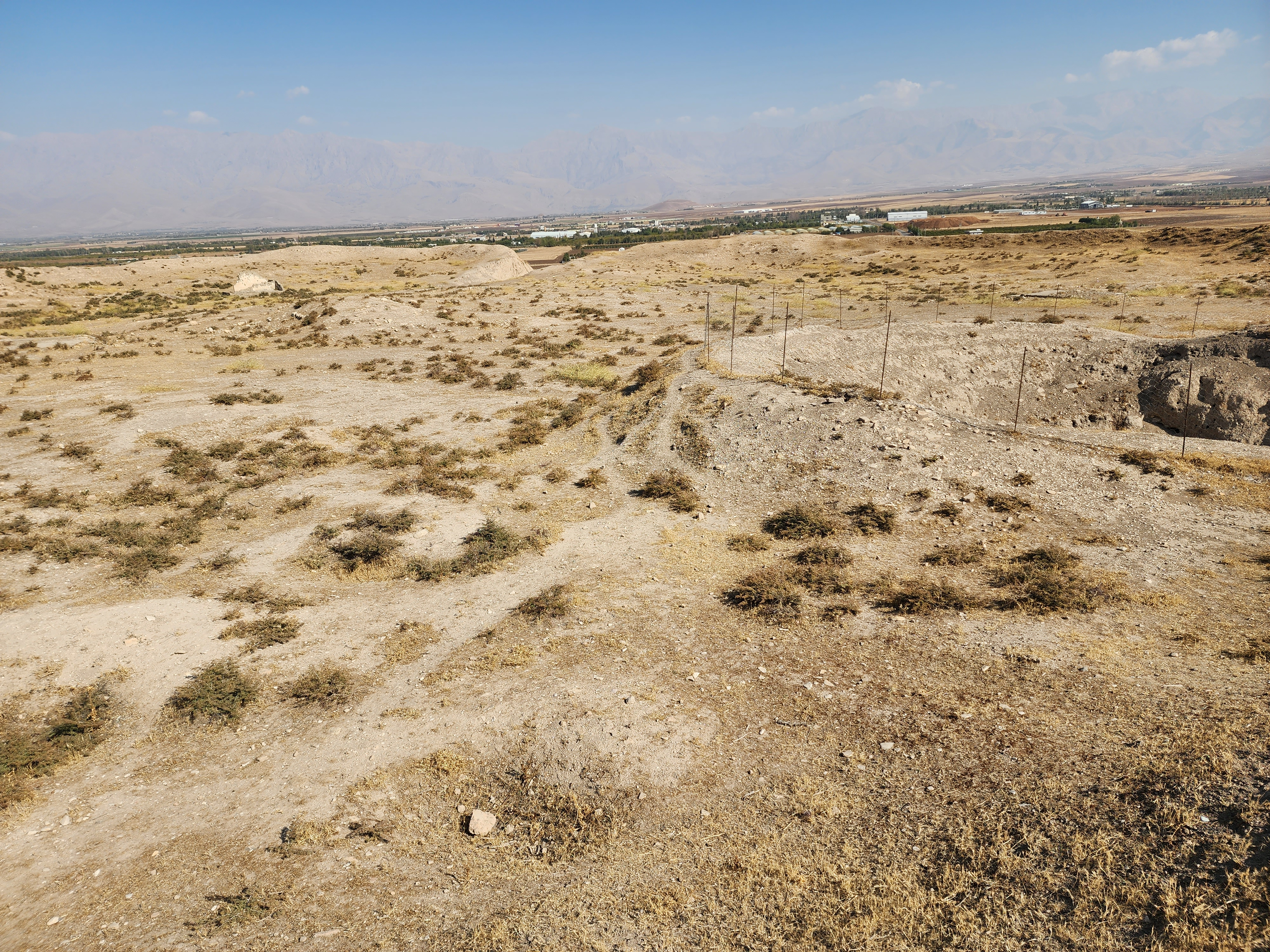
السطح العلوي للتل
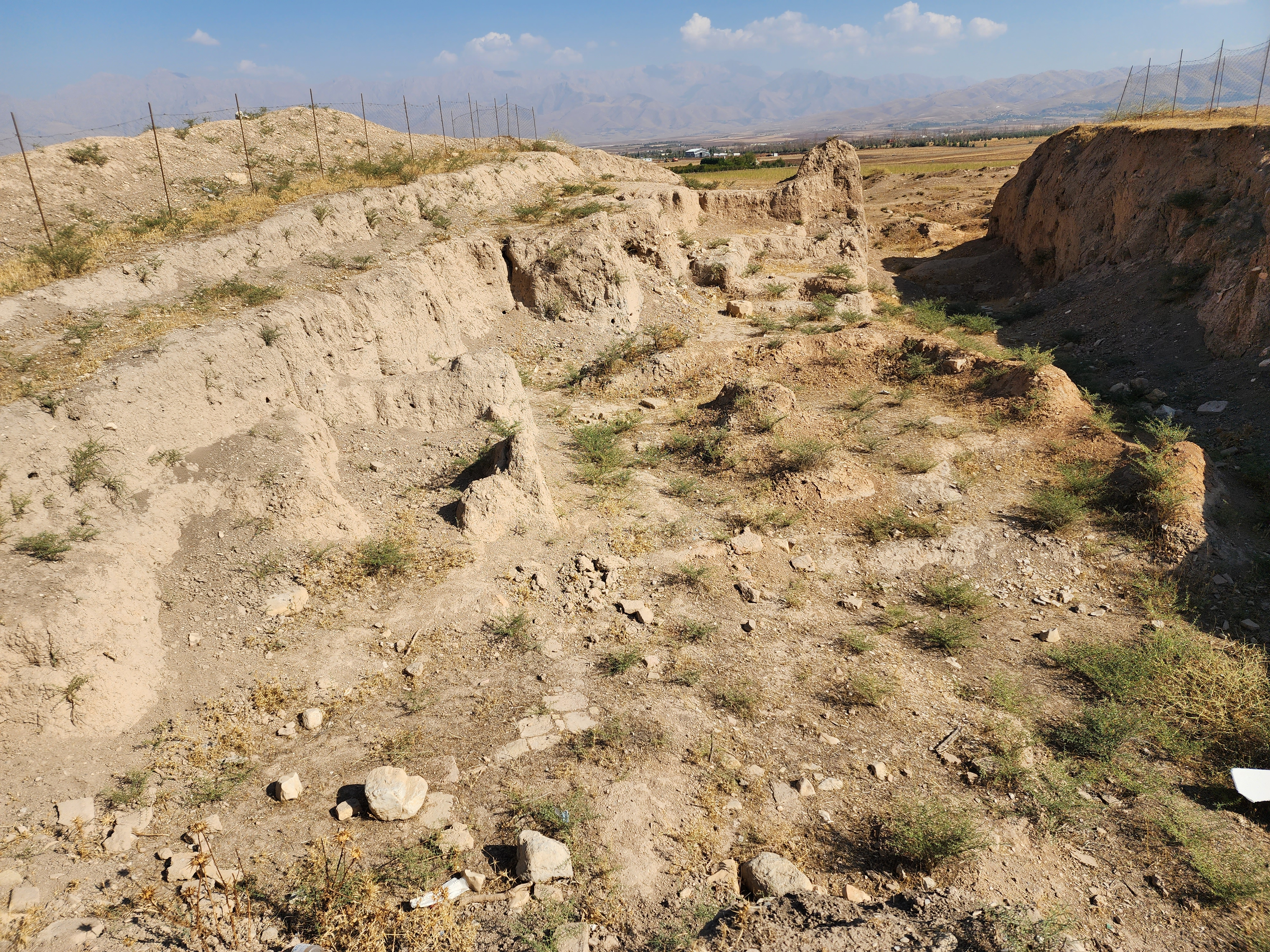
منطقة مجاورة للتل

## معرض الصور

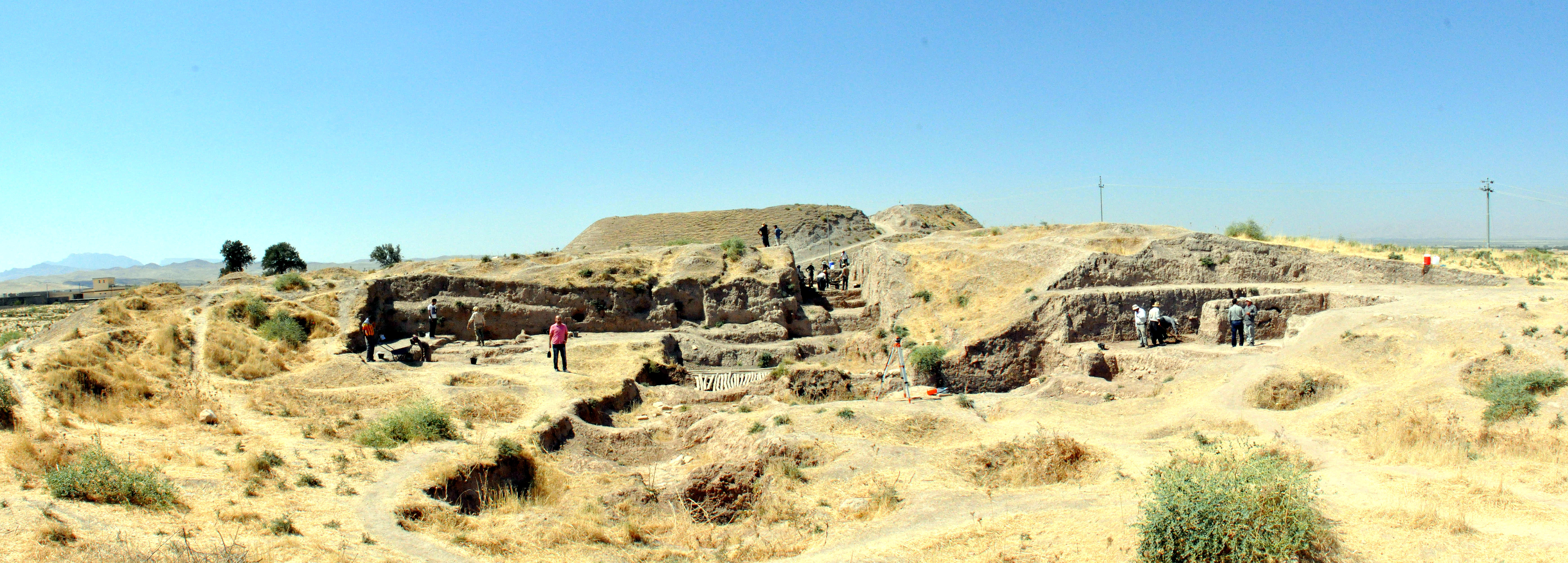
أعمال التنقيب في بكراوا في 18 سبتمبر 2014.
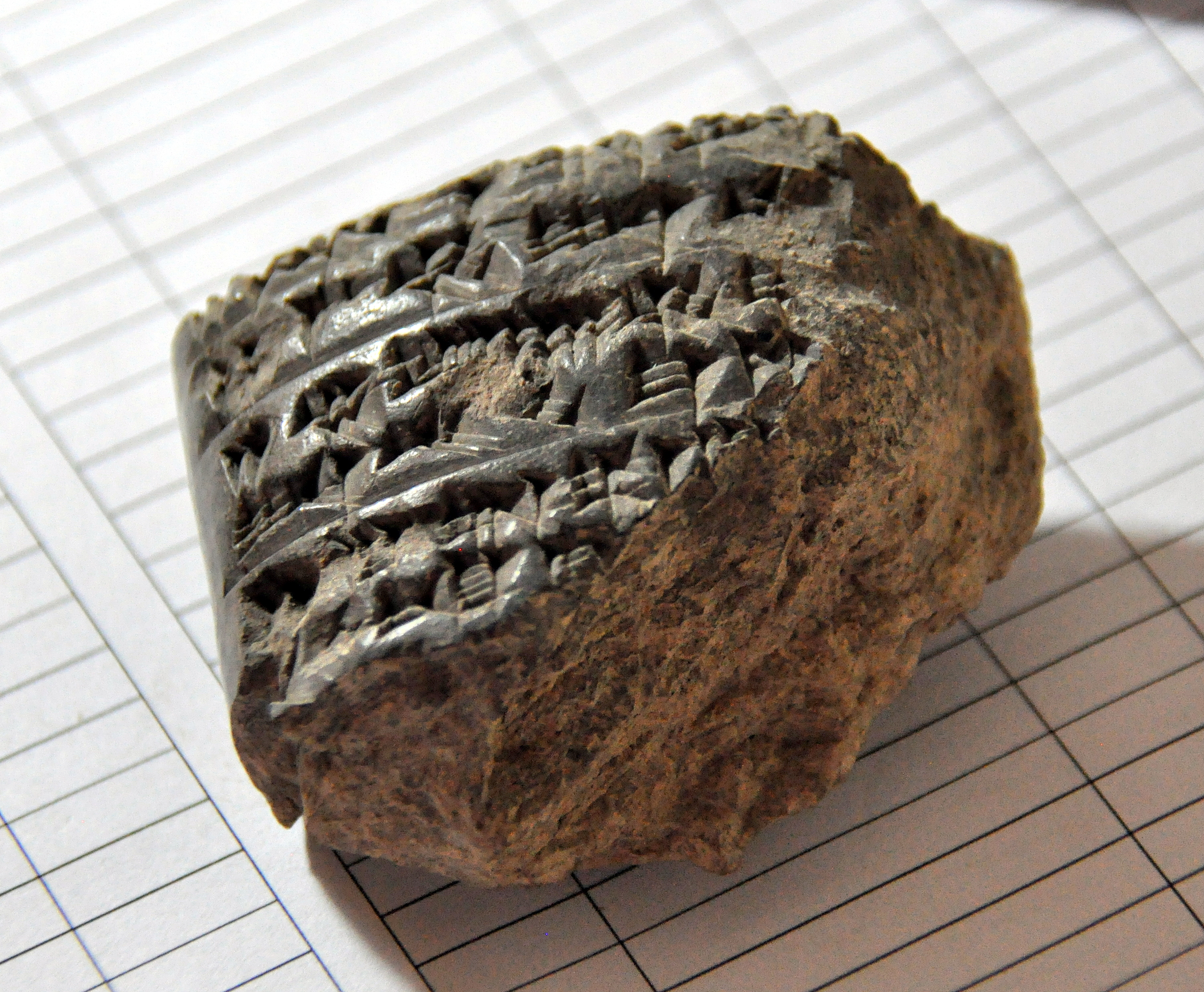
جزء من لوح طيني عليه نقش مسماري، اكتُشِف في سبتمبر 2014 في بكراوا.
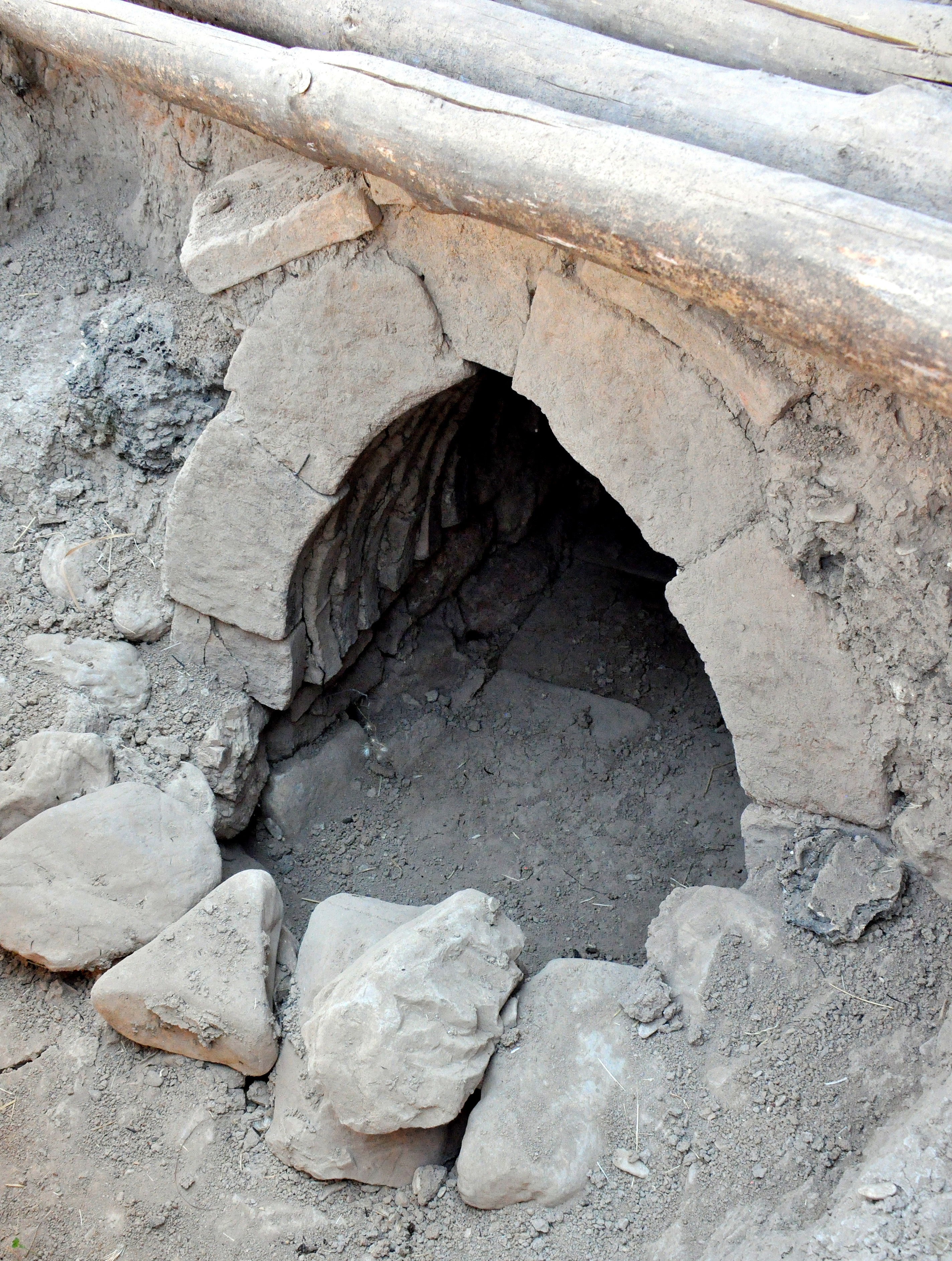
قبر يعود للألفية الأولى قبل الميلاد
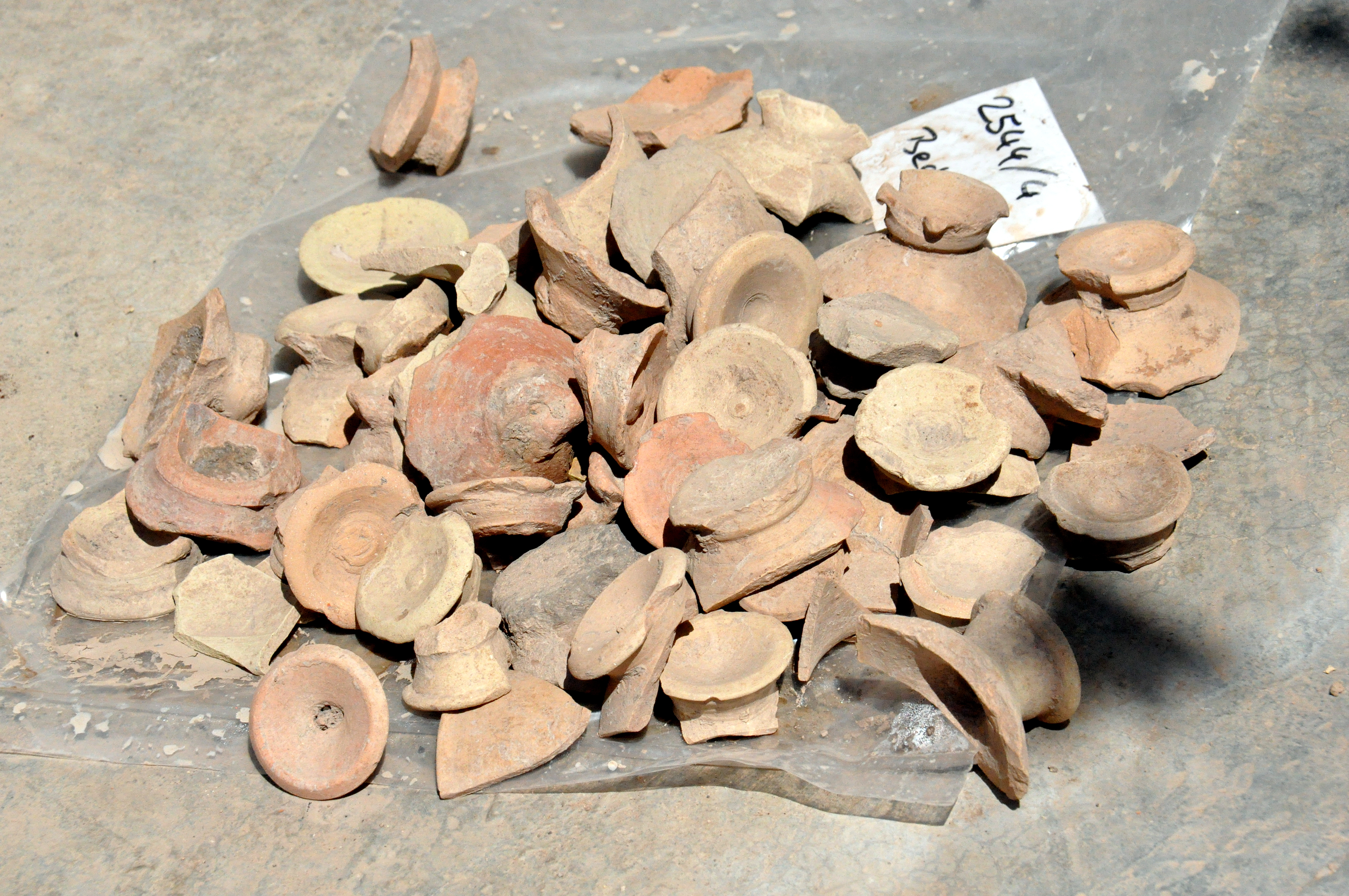
حطام من الفخار
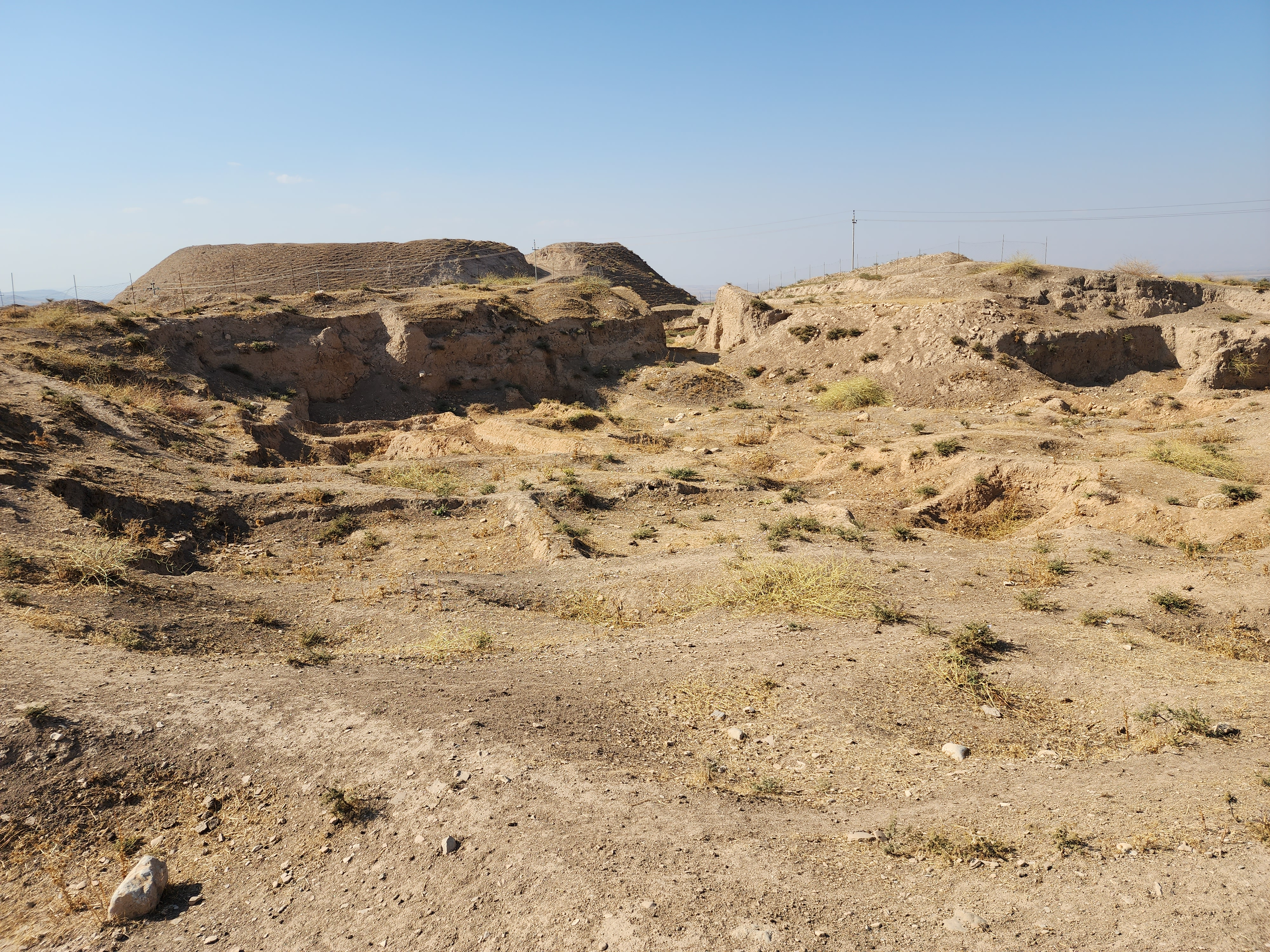
بقايا حفريات 2010-2014

## وصلات خارجية
الاكتشافات الأثرية في تل بكراوا، جامعة توبنجن